# Jan van Nijlen
Joannes Joannes-Baptista Maria Ignatius van Nijlen (Antwerpen, 10 november 1884 – Vorst, 14 augustus 1965) was een Vlaamse ambtenaar, dichter en essayist. Van Nijlen verhuisde vaak, maar woonde wel lang in Ukkel bij Brussel. Hij is alom bekend geworden door de zin Bestijg den trein nooit zonder Uw valies met droomen, dan vindt g'in elke stad behoorlijk onderkomen... uit het gedicht Bericht aan de reizigers dat voor het eerst in de bundel Geheimschrift (1934) verscheen.
Dit gedicht werd op 18 maart 2011 aangebracht in het treinstation Antwerpen Centraal. De eerste gels luiden:
Bericht aan de reizigers
Bestijg de trein nooit zonder uw valies met dromen,
dan vindt ge in elke stad behoorlijk onderkomen.
Van Nijlen werkte als bediende in een boekhandel en als journalist. Daarna werd hij vertaler bij het ministerie van Justitie.
Hij had meerdere literaire relaties in Nederland: Jacques Bloem, Du Perron, Jan Greshoff en Pierre H. Dubois. Jan van Nijlen correspondeerde met de Zuid-Afrikaanse dichteres Elisabeth Eybers die hij eind de jaren 1950 leerde kennen.

## Literaire prijzen
- 1924 - Staatsprijs voor verhalend proza
- 1934 - Staatsprijs Vlaamse Poëzie

- 1955 - Staatsprijs voor Vlaamse Letterkunde
- 1963 - Constantijn Huygensprijs